# Taranis (chi ốc biển)
Taranis  là một chi ốc biển, là động vật thân mềm chân bụng sống ở biển trong họ Conidae, họ ốc cối.

## Các loài
Các loài thuộc chi Taranis  bao gồm:
- Taranis allo (Lamy, 1934)
- Taranis benthicola (Dell, 1956)
- Taranis borealis Bouchet & Warén, 1980
- Taranis columbella Kilburn, 1991
- Taranis imporcata (Dell, 1962)
- Taranis inkasa Kilburn, 1991
- Taranis japonicus Okutani, 1964
- Taranis laevisculpta Monterosato, 1880
- Taranis malmi (Dall, 1889)
- Taranis malmii (Dall, 1889)
- Taranis mayi (Verco, 1909)
- Taranis miranda Thiele, 1925
- Taranis moerchi (Malm, 1863)
- Taranis moerchii (Malm, 1861)
- Taranis nezi Okutani, 1964
- Taranis panope Dall, 1919
- Taranis percarinata Powell, 1967
- Taranis rhytismeis (Melvill, 1910)
- Taranis spirulata (Dell, 1962)
- Taranis ticaonica Powell, 1967
- Taranis turritispira (Smith E. A., 1882)